# Phorbia sanctaebarbarae
Phorbia sanctaebarbarae är en tvåvingeart som beskrevs av Griffiths 1996. Phorbia sanctaebarbarae ingår i släktet Phorbia och familjen blomsterflugor. Inga underarter finns listade i Catalogue of Life.